# Phước Trung (Bà Rịa-Vũng Tàu)
Phước Trung is een phường in de thành phố Bà Rịa, in de Vietnamese provincie Bà Rịa-Vũng Tàu.